# Saint-Laurent (Ardennes)
Saint-Laurent is een gemeente in het Franse departement Ardennes (regio Grand Est). De plaats maakt deel uit van het arrondissement Charleville-Mézières. Saint-Laurent telde op 1 januari 2022 1.073 inwoners.

## Geografie
De oppervlakte van Saint-Laurent bedroeg op 1 januari 2022 4,26 vierkante kilometer; de bevolkingsdichtheid was toen 251,9 inwoners per km².

De onderstaande kaart toont de ligging van Saint-Laurent met de belangrijkste infrastructuur en aangrenzende gemeenten.

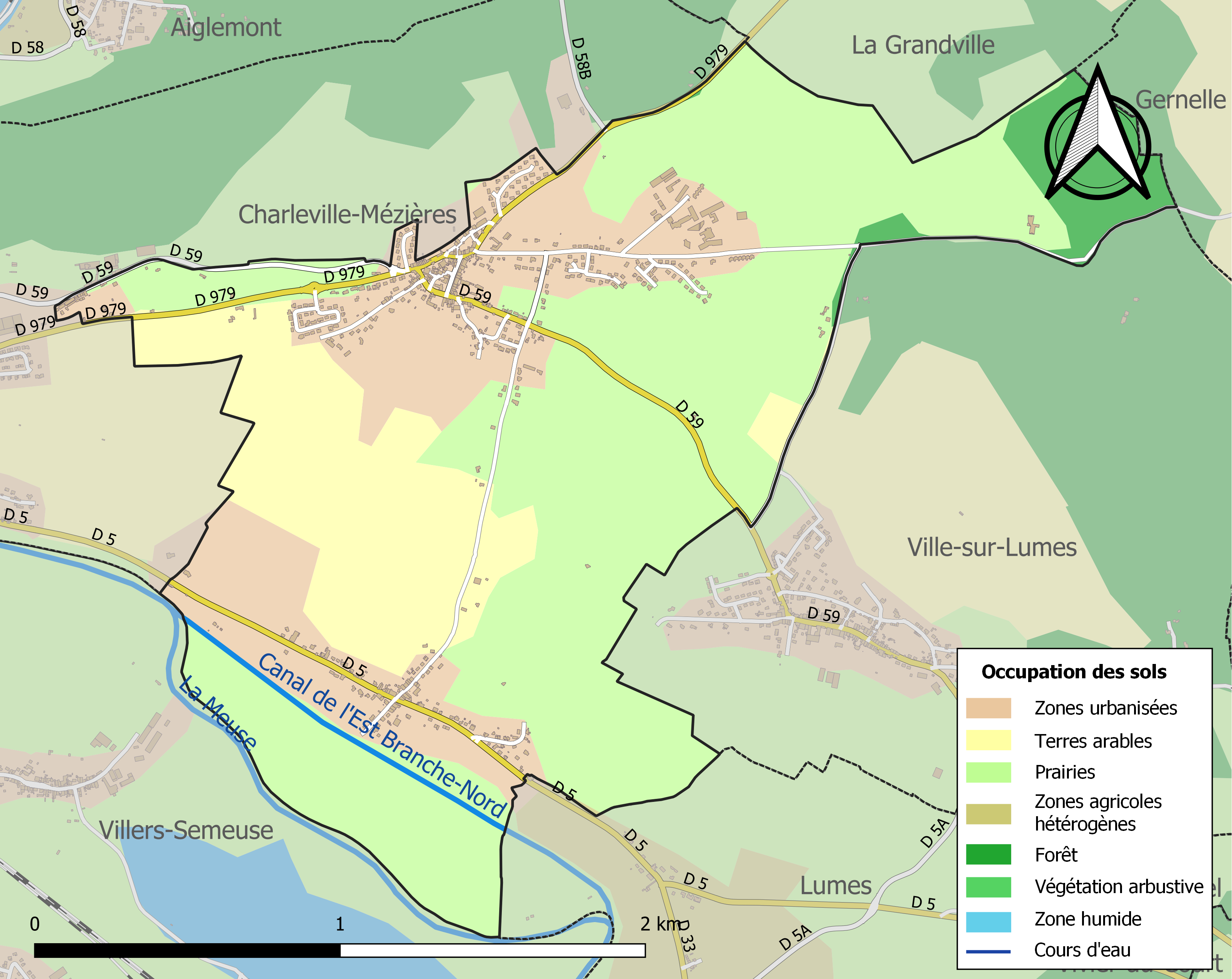

## Demografie
Onderstaande figuur toont het verloop van het inwonertal (bron: INSEE-tellingen).

Vanwege een beveiligingsprobleem met de MediaWiki Graph-software is het momenteel niet mogelijk deze grafiek weer te geven. Zodra de software is bijgewerkt zal de grafiek vanzelf weer zichtbaar worden.